# Voo National Airlines 193
O voo National Airlines 193 foi um Boeing 727-235, prefixo N4744, que operava entre Miami e Pensacola, com escalas em Melbourne, Tampa, Nova Orleães e Mobile. Na noite de 8 de maio de 1978, em um estado de baixa visibilidade devido ao nevoeiro, o avião caiu durante a descida para o Aeroporto Regional de Pensacola, colidindo com o mar na Baía de Escambia e afundando a uma profundidade de 3,7 metros.

## Acidente
O sistema de pouso por instrumentos (ILS) da pista 16 estava fora de serviço desde janeiro daquele ano devido à reconstrução da pista. Uma abordagem imprecisa da pista 25 estava disponível. Antes de iniciar a abordagem, um avião bimotor Beechcraft relatou ter saído da nebulosidade a 140 metros (459 pés). A altitude mínima de descida para essa abordagem era de 150 metros (492 pés). Isso preocupou o primeiro oficial que informou ao capitão de sua opinião de aquela aeronave estar fazendo uma abordagem ilegal. Um jato da Eastern Air Lines na frente deles informou que ela tinha a pista brevemente à vista antes de perdê-la nas nuvens e abortar o pouso.
Enquanto se preparava para a aproximação, o primeiro oficial deixou de fazer chamadas para correção e aproximação da altitude. O alarme de proximidade do solo soou e o primeiro oficial verificou o altímetro. Marcou 1 500 pés (457 metros) e desligou o alarme. O gravador de dados de voo mais tarde mostraria que sua altura real naquele momento era de apenas 500 pés (152 metros). A tripulação do voo podia distrair-se com o alarme e não podia entender que havia ultrapassado a altitude mínima de descida. Logo depois disso, atingiram a baía de Escambia. O tráfego de barcaças na área ajudou na evacuação. Três passageiros se afogaram tentando sair do avião. O avião ficou intacto após o acidente e foi levado para um hangar na Estação Aérea Naval de Pensacola, mas foi baixado devido a danos causados pela água. O cordame foi subsequentemente desmontado e removido da base a ser descartada.